# Dapperheidsmedaille (Griekenland)
De Dapperheidsmedaille (Grieks: "Αριστείο Ανδραγαθίας") is formeel de hoogste onderscheiding voor moed in Griekenland. De onderscheiding werd in  1974 ingesteld door de Griekse militaire junta, het "kolonelsregime" en moet worden gedragen aan een verhoging in de vorm van Grieks wapen binnen een lauwerkrans. Het kruis werd hoger ingeschaald dan het bestaande Dapperheidskruis (Griekenland).
De nieuwe medaille werd nooit geslagen en leidt een sluimerend bestaan.
De onderscheiding heet een medaille te zijn maar het gaat om een gouden rupertkruis.